# 중화인민공화국 감찰부
중화인민공화국 감찰부(中华人民共和国监察部/中華人民共和國監察部)는 ‘행정 감찰법’에 의거하여 감찰을 실시하는 기관으로 중화인민공화국 국무원에 속해 있는 부서이다. 1949년 10월에 인민감찰위원회라는 이름으로 공식 설립되었다. 현재의 이름은 1954년에 개칭된 것이다. 1956년에 폐지했다가 1986년에 부활하였다.

## 연혁
- 1949년 10월 - 인민감찰위원회 설립.
- 1954년 - 정무원이 국무원이 된 후, 인민감찰위원회가 감찰부에 개편
- 1956년 - 감찰부 폐지.
- 1986년 12월 - 제6회 전국인민대표대회 상무위원회의 결정에 의해 부활
- 1987년 7월 1일 - 대외적으로 정식 업무 개시.
- 1993년 - 중앙과 지방의 각 급의 감사기관이 합동으로 감찰을 실시.

## 역대 감찰부장
- 탄핑산 (谭平山)
- 치엔잉 (銭瑛) : 1954년 9월 ~ 1959년 4월
- 웨이젠싱 (尉健行) : 1987년 6월 ~ 1993년 3월
- 차오칭저 (曹慶沢) : 1993년 3월 ~ 1998년 3월
- 허융 (何勇) : 1998년 3월 ~ 2003년 3월
- 리즈룬 (李至倫) : 2003년 3월 ~ 2007년 4월
- 마원 (馬馼) : 2007년 8월 ~ 2013년 3월
- 황수셴 (黄树贤) : 2013년 3월 ~ 2016년 11월
- 양샤오두 (杨晓渡) : 2016년 12월 ~ 2018년 3월

## 같이 보기
- 중국공산당 중앙기율검사위원회